# Trogloiulus concii
Trogloiulus concii är en mångfotingart som beskrevs av Manfredi 1948. Trogloiulus concii ingår i släktet Trogloiulus och familjen kejsardubbelfotingar. Inga underarter finns listade i Catalogue of Life.